# Cernache do Bonjardim
Cernache do Bonjardim é uma vila portuguesa que foi sede da extinta Freguesia de Cernache do Bonjardim do Município da Sertã, freguesia que tinha 72,06 km² de área e 3 052 habitantes (2011), tendo por isso uma densidade populacional de 42,4 hab./km².

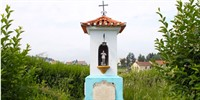
Monumento que assinala o Local de Nascimento de D. Nuno Álvares Pereira, onde existiu o Paço do Bonjardim, atual propriedade do Seminário das Missões.

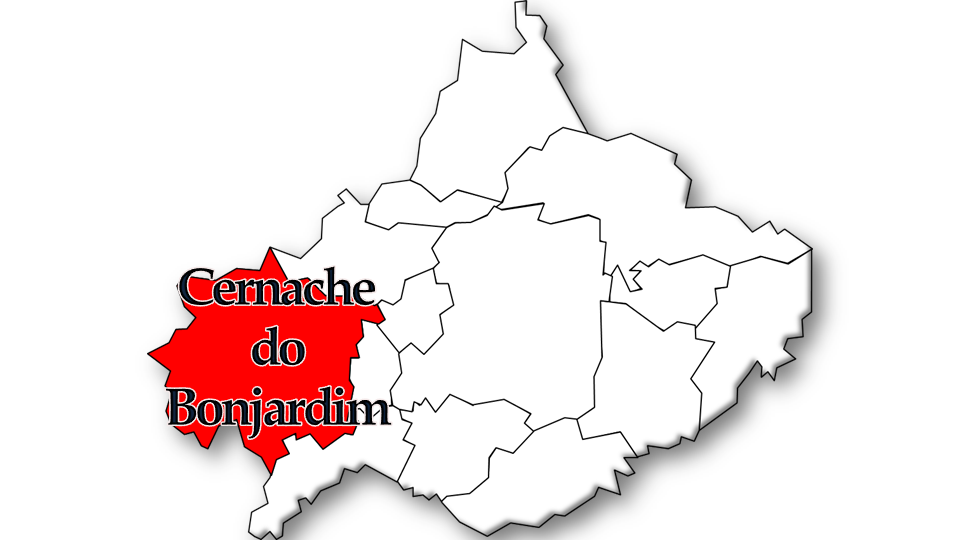
Localização no Município da Sertã

A Freguesia de Cernache do Bonjardim, no âmbito da reorganização administrativa nacional de 2013, foi extinta e agregada às freguesias de Nesperal e Palhais, para criar a União das freguesias de Cernache do Bonjardim, Nesperal e Palhais.
Antes, em 1955, a povoação de Cernache do Bonjardim foi elevada à categoria de vila.
Cernache do Bonjardim é uma importante vila do Pinhal Interior com um vasto património histórico, destacando-se o Seminário das Missões de Cernache do Bonjardim que está inserido numa quinta de 32 hectares onde nasceu D. Nuno Álvares Pereira a 24 de junho 1360. Destacam-se também entre outros, a Igreja Matriz, o Atelier Túlio Vitorino, a Estátua em Honra a D. Nuno Álvares Pereira, a Casa Dr. Abílio Marçal e a Quinta das Águias.

“Passeio (…) através de lombas de xisto; pinhais e matagal mais viçoso. Por fim, um trecho de estrada ensombrada de enormes eucaliptos, anuncia a aproximação de Cernache do Bonjardim, a terra que se presume ter visto nascer Nun’Álvares Pereira.
 Povoação muito limpa, com ares saudáveis e algumas pensões bastante procuradas no Verão. (…) A freguesia, airosamente situada, é rica em terras de lavoura, tufos de arvoredo e boas casas de moradia, circunscrevendo-a pelo poente o profundo leito do Zêzere, limite do distrito e da província”

— Orlando Ribeiro e Sant'Anna Dionísio, Guia de Portugal

## População
| População da freguesia de Cernache do Bonjardim | População da freguesia de Cernache do Bonjardim | População da freguesia de Cernache do Bonjardim | População da freguesia de Cernache do Bonjardim | População da freguesia de Cernache do Bonjardim | População da freguesia de Cernache do Bonjardim | População da freguesia de Cernache do Bonjardim | População da freguesia de Cernache do Bonjardim | População da freguesia de Cernache do Bonjardim | População da freguesia de Cernache do Bonjardim | População da freguesia de Cernache do Bonjardim | População da freguesia de Cernache do Bonjardim | População da freguesia de Cernache do Bonjardim | População da freguesia de Cernache do Bonjardim | População da freguesia de Cernache do Bonjardim |
| ----------------------------------------------- | ----------------------------------------------- | ----------------------------------------------- | ----------------------------------------------- | ----------------------------------------------- | ----------------------------------------------- | ----------------------------------------------- | ----------------------------------------------- | ----------------------------------------------- | ----------------------------------------------- | ----------------------------------------------- | ----------------------------------------------- | ----------------------------------------------- | ----------------------------------------------- | ----------------------------------------------- |
| 1864                                            | 1878                                            | 1890                                            | 1900                                            | 1911                                            | 1920                                            | 1930                                            | 1940                                            | 1950                                            | 1960                                            | 1970                                            | 1981                                            | 1991                                            | 2001                                            | 2011                                            |
| 2 610                                           | 3 218                                           | 3 333                                           | 3 713                                           | 4 098                                           | 4 357                                           | 4 173                                           | 4 584                                           | 4 960                                           | 5 041                                           | 4 389                                           | 4 152                                           | 3 633                                           | 3 284                                           | 3 052                                           |

## Localidades
- Almegue
- Atalaia
- Brejo da Correia
- Calvaria
- Canado
- Casal da Madalena
- Cascabaço
- Carvalhos
- Cernache do Bonjardim
- Escudeiros
- Foz da Sertã
- Matos
- Mendeira
- Pampilhal
- Pinheiro da Aldeia Velha
- Porto dos Fusos
- Quintã
- Roda
- Sambado
- Trízio
- Várzea de Pedro Mouro
- Milheirós
- Paparia

## Breve notícia histórica

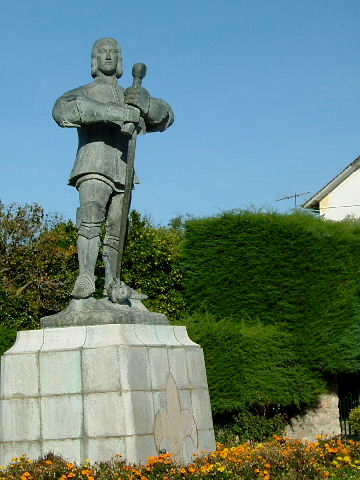
Estátua de D. Nuno Álvares Pereira em Cernache do Bonjardim

Foi nesta vila nos Paços do Bonjardim (atual Seminário das Missões) que nasceu, a 24 de Junho de 1360, D. Nuno Álvares Pereira.
Foi elevada a vila pelo decreto n.º 40 291 de 20 de Agosto de 1955.

## Colectividades
Nesta localidade pode encontrar, entre muitas outras colectividades, o Clube Bonjardim, fundado a 20 de Fevereiro de 1885, com um peso elevado no progresso de Cernache do Bonjardim ao longo da sua história. No seu edifício sede encontra-se o Cine-teatro Taborda. Adjacente a este encontra-se um jardim, espaço recentemente renovado, no qual se podem realizar eventos culturais bem como diversas actividades desportivas, para além do parque infantil e das suas diversas zonas de descanso com bancos e mesas. Neste jardim existe igualmente um imponente e também centenário sobreiro, recentemente classificado devido à sua espécie rara bem como ao seu elevado porte.
O Clube Bonjardim promove actividades culturais e desportivas durante todo ano, aproveitando as excelentes condições naturais da região, para além das várias secções; são elas o Rancho Folclórico do Clube Bonjardim, Dance Clube - grupo feminino de dança moderna, Secção Futsal do Clube Bonjardim e a Secção de Radio-modelismo do Clube Bonjardim, tendo esta última, concluído um dos objectivos principais, a criação de uma pista de automodelismo.

## Desporto
Ao nível desportivo a vila conta o Grupo Desportivo Vitória Sernache, que de entre outras modalidades pratica o futebol, cuja equipa principal tem disputado nos últimos anos o campeonato distrital e Campeonato de Portugal, tem também um papel importante junto dos jovens com equipas em vários escalões da modalidade.
Ao nível de instalações existe o Estádio Municipal Nuno Álvares Pereira com capacidade para 4500 espectadores, o Pavilhão Desportivo Fernando Vaz Serra com lotação para 2000 pessoas, e uma Piscina Municipal Descoberta.

## Organização político-administrativa
Presidente da União das Freguesias (eleito em 2013-2017): Diamantino Pires Calado Pina.

## Heráldica
Ordenação heráldica do brasão e bandeira publicada no Diário da República, III Série de 8 de agosto de 1995 (ver aqui página 54): Armas - Escudo de vermelho, uma faixa ondeada de três tiras de prata e azul, acompanhada em chefe de uma cruz flordelisada de prata, vazia do campo e em ponta de dois livros abertos, de ouro. Coroa mural de prata de quatro torres. Listel branco, com a legenda a negro em maiúsculas: "CERNACHE DO BONJARDIM".

## Educação
Desde há muitos anos que era uma preocupação das gentes desta terra apostar na educação, sendo assim foi pela mão do cernachense Comendador Libânio Vaz Serra que nasceu nos anos 50, o "Instituto Vaz Serra", um colégio que visava a implementação de um ensino de qualidade que pudesse proporcionar a oportunidade de melhorar as condições de vida dos seus conterrâneos.
O Instituto lecciona dos 2.º e 3.º Ciclos do ensino básico até ao ensino secundário sendo hoje em dia um meio dinamizador cultural e económico muito importante para os jovens desta região.
Existe ainda na vila a Escola Básica São Nuno de Santa Maria que dispõe de Ensino Pré-Escolar e do 1.º Ciclo do Ensino Básico

## Património
- Seminário das Missões de Cernache do Bonjardim
- Igreja de São Sebastião ou Igreja Matriz de Cernache do Bonjardim
- Casa Atelier Túlio Vitorino
- Serra de São Macário e Santa Maria Madalena
- Clube Bonjardim[5]
- Quinta das Águias
- Casa da Rua Torta

## Personalidades Ilustres
- Nuno Álvares Pereira (Cernache do Bonjardim, 24 de Junho de 1360 – Convento do Carmo (Lisboa) 1 de abril de 1431), também conhecido como o Santo Condestável, foi uma figura histórica marcante de Portugal, famoso por seu papel decisivo na defesa da independência do país durante o final do século XIV;
- Manuel Joaquim da Silva (Paparia, Cernache do Bonjardim, 18 de dezembro de 1744 – 18 de maio de 1808), bispo português;
- Eusébio Luciano Gomes da Silva (Cernache do Bonjardim, 8 de Dezembro de 1763 – Goa, 30 de Março de 1790), bispo português;
- José Parada Leitão (Cernache do Bonjardim, 9 de Junho de 1809 –1880), oficial do Exército Português e professor na Academia Politécnica do Porto;
- Luís Diogo da Silva (Cernache do Bonjardim, 6 de Dezembro de 1830 – Lisboa, 4 de Outubro de 1910), empresário agrícola e comercial e académico português;
- Silvino Santos (Cernache do Bonjardim, 1886 – Manaus, Brasil, 14 de maio de 1970), fotógrafo e cinegrafista luso-brasileiro;
- Abílio Marçal (Cernache do Bonjardim, 3 de junho de 1867 – Cernache do Bonjardim, 23 de Junho de 1925), advogado, político e jornalista que chegou a presidente do parlamento;
- Salvador Nunes Teixeira ComC • ComA • OB (Cernache do Bonjardim, 31 de Agosto de 1892 – Bragança, 30 de Abril de 1977), militar, professor e político português durante o período do Estado Novo;
- Túllio da Costa Victorino (Cernache do Bonjardim, 14 de dezembro de 1896 - Cernache do Bonjardim, 23 de março de 1969), pintor naturalista português;
- Higino Queirós e Melo (Cernache do Bonjardim, 21 de fevereiro de 1900 – Lisboa 1960), engenheiro e político;
- Pedro Rosa Mendes (Cernache do Bonjardim, 4 de Agosto de 1968 – ), jornalista e escritor português.